# Консорт (село)
Консорт (англ. Consort) — село в Канаді, у провінції Альберта, у складі спеціальної зони № 4.

## Населення
За даними перепису 2016 року, село нараховувало 729 осіб, показавши зростання на 5,8%, порівняно з 2011-м роком. Середня густина населення становила 238,8 осіб/км².
З офіційних мов обидвома одночасно володіли 20 жителів, тільки англійською — 690. Усього 25 осіб вважали рідною мовою не одну з офіційних, з них 5 — українську.
Працездатне населення становило 370 осіб (73,3% усього населення), рівень безробіття — 5,4% (5,6% серед чоловіків та 5,3% серед жінок). 75,7% осіб були найманими працівниками, а 23% — самозайнятими.
Середній дохід на особу становив $55 913 (медіана $41 216), при цьому для чоловіків — $76 417, а для жінок $38 346 (медіани — $62 464 та $30 656 відповідно).
31,7% мешканців мали закінчену шкільну освіту, не мали закінченої шкільної освіти — 19,8%, 48,5% мали післяшкільну освіту, з яких 18,4% мали диплом бакалавра, або вищий.
| Статево-вікова структура населення | Статево-вікова структура населення | Статево-вікова структура населення | Статево-вікова структура населення | Статево-вікова структура населення |
| ---------------------------------- | ---------------------------------- | ---------------------------------- | ---------------------------------- | ---------------------------------- |
|                                    |                                    |                                    |                                    |                                    |
| Всього                             | Всього                             | 50,3%49,7%                         |                                    |                                    |
| 0 — 14 років                       | 0 — 14 років                       |                                    | 17,9%                              | 17,9%                              |
| 15 — 64 років                      | 15 — 64 років                      |                                    | 61,4%                              | 61,4%                              |
| 65 і більше                        | 65 і більше                        |                                    | 20,7%                              | 20,7%                              |
| 85 і більше                        | 85 і більше                        |                                    | 6,2%                               | 6,2%                               |
| 100 і більше                       | 100 і більше                       |                                    | 0,7%                               | 0,7%                               |
| Середній вік (років)               | Середній вік (років)               | 40,043,8                           | 41,9                               | 41,9                               |
| Медіана (років)                    | Медіана (років)                    | 36,942,7                           | 39,9                               | 39,9                               |
| — чоловіки — жінки                 |                                    |                                    |                                    |                                    |

| Походження мешканців:     | Походження мешканців:     | Походження мешканців: | Походження мешканців: | Походження мешканців: |
| ------------------------- | ------------------------- | --------------------- | --------------------- | --------------------- |
| Походження                |                           |                       | осіб                  | %                     |
| Корінні американці        | Корінні американці        |                       | 35                    | 4.8%                  |
| Інше північноамериканське | Інше північноамериканське |                       | 185                   | 25.38%                |
| Європейське               | Європейське               |                       | 480                   | 65.84%                |
| британське                | британське                |                       | 280                   | 38.41%                |
| французьке                | французьке                |                       | 55                    | 7.54%                 |
| українське                | українське                |                       | 20                    | 2.74%                 |
| Азійське                  | Азійське                  |                       | 40                    | 5.49%                 |

| Зайнятість населення за галузями (за класифікацією NOC): | Зайнятість населення за галузями (за класифікацією NOC): | Зайнятість населення за галузями (за класифікацією NOC): | Зайнятість населення за галузями (за класифікацією NOC): | Зайнятість населення за галузями (за класифікацією NOC): |
| -------------------------------------------------------- | -------------------------------------------------------- | -------------------------------------------------------- | -------------------------------------------------------- | -------------------------------------------------------- |
|                                                          |                                                          |                                                          |                                                          |                                                          |
| Управління                                               | Управління                                               |                                                          | 19,2%                                                    | 19,2%                                                    |
| Бізнес, фінанси та адміністрування                       | Бізнес, фінанси та адміністрування                       |                                                          | 13,7%                                                    | 13,7%                                                    |
| Природничі та прикладні науки                            | Природничі та прикладні науки                            |                                                          | 2,7%                                                     | 2,7%                                                     |
| Охорона здоров'я                                         | Охорона здоров'я                                         |                                                          | 8,2%                                                     | 8,2%                                                     |
| Освіта, правозахист, муніципальні та урядові служби      | Освіта, правозахист, муніципальні та урядові служби      |                                                          | 5,5%                                                     | 5,5%                                                     |
| Роздрібна торгівля та послуги                            | Роздрібна торгівля та послуги                            |                                                          | 15,1%                                                    | 15,1%                                                    |
| Гуртова торгівля, транспорт та обладнання                | Гуртова торгівля, транспорт та обладнання                |                                                          | 17,8%                                                    | 17,8%                                                    |
| Природні ресурси, сільське господарство                  | Природні ресурси, сільське господарство                  |                                                          | 11%                                                      | 11%                                                      |
| Виробництво                                              | Виробництво                                              |                                                          | 5,5%                                                     | 5,5%                                                     |

## Клімат
Середня річна температура становить 2,3°C, середня максимальна – 22,3°C, а середня мінімальна – -22,3°C. Середня річна кількість опадів – 380 мм.
| Клімат поселення                              | Клімат поселення | Клімат поселення | Клімат поселення | Клімат поселення | Клімат поселення | Клімат поселення | Клімат поселення | Клімат поселення | Клімат поселення | Клімат поселення | Клімат поселення | Клімат поселення | Клімат поселення |
| Показник                                      | Січ.             | Лют.             | Бер.             | Квіт.            | Трав.            | Черв.            | Лип.             | Серп.            | Вер.             | Жовт.            | Лист.            | Груд.            |                  |
| Середній максимум, °C                         | −8,6             | −4,92            | 1,37             | 10,58            | 17,20            | 21,68            | 22,32            | 21,70            | 16,16            | 9,92             | −0,08            | −7               |                  |
| Середня температура, °C                       | −15,48           | −11,78           | −5,5             | 3,68             | 10,33            | 14,80            | 17,14            | 16,53            | 10,98            | 4,74             | −5,24            | −12,2            |                  |
| Середній мінімум, °C                          | −22,34           | −18,66           | −12,38           | −3,18            | 3,46             | 7,92             | 11,96            | 11,36            | 5,82             | −0,43            | −10,43           | −17,38           |                  |
| Норма опадів, мм                              | 21               | 10               | 16               | 20               | 39               | 76               | 64               | 50               | 33               | 18               | 17               | 16               |                  |
| Середньомісячна швидкість вітру, м/с          | 4.50             | 4.34             | 4.50             | 4.70             | 4.50             | 4.20             | 3.70             | 3.60             | 4.00             | 4.33             | 4.50             | 4.49             |                  |
| Середньомісячна сонячна радіація, кДж/м²·день | 4097             | 7605             | 12715            | 17746            | 20922            | 22363            | 22955            | 19340            | 13270            | 8181             | 4283             | 3029             |                  |
| --------------------------------------------- | ---------------- | ---------------- | ---------------- | ---------------- | ---------------- | ---------------- | ---------------- | ---------------- | ---------------- | ---------------- | ---------------- | ---------------- | ---------------- |
| Джерело:                                      |                  |                  |                  |                  |                  |                  |                  |                  |                  |                  |                  |                  |                  |